# Aka Mortschiladse

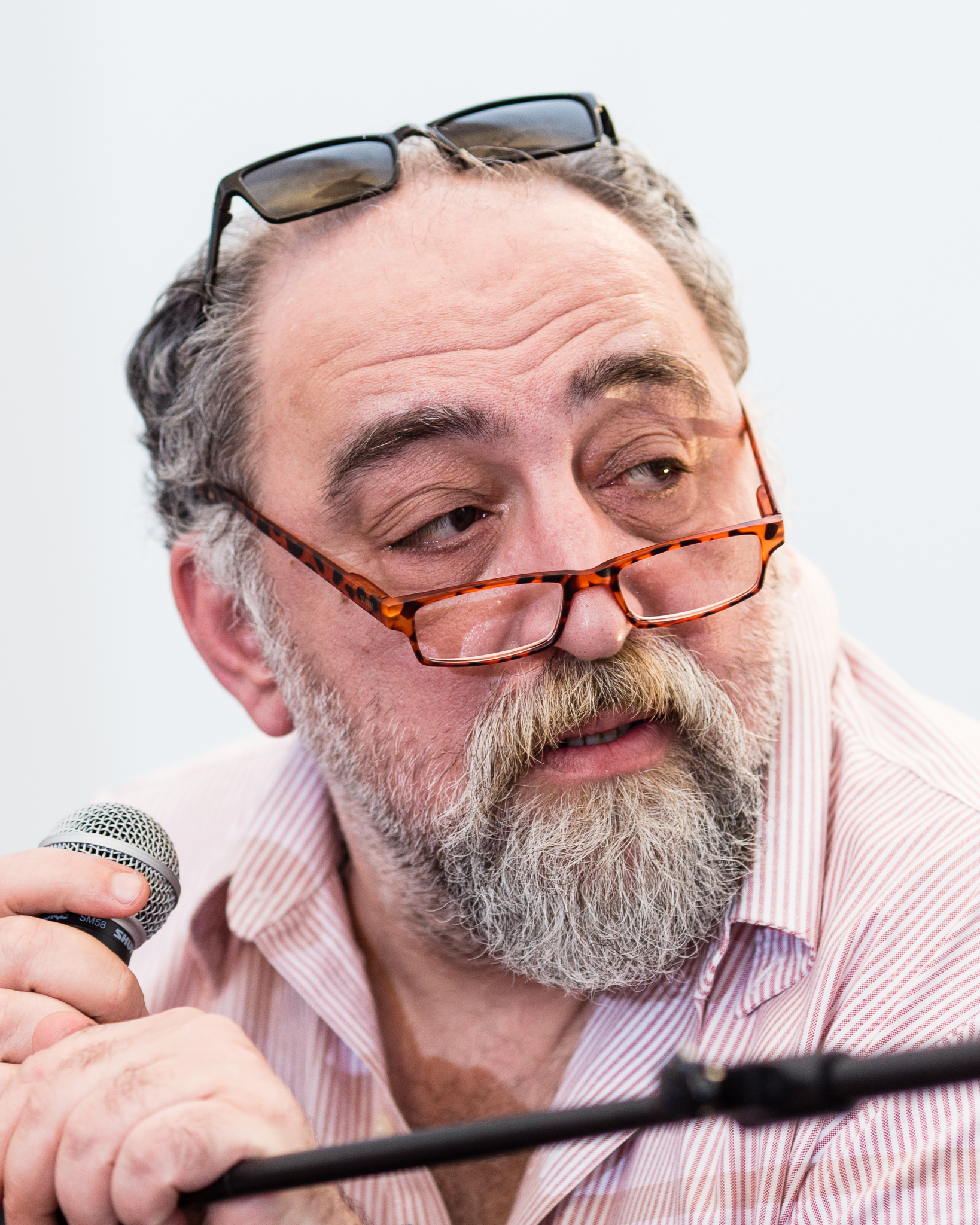
Aka Mortschiladse (2017)

Aka Mortschiladse (georgisch აკა მორჩილაძე; gebürtig georgisch გიორგი ახვლედიანი/Giorgi Achwlediani; * 10. November 1966) ist ein georgischer Schriftsteller. Er gilt als einer der meistgelesenen Gegenwartsautoren in Georgien.

## Leben
Mortschiladse studierte Geschichte an der Staatlichen Universität Tiflis. Nach seinem Examen 1988 arbeitete er mehrere Jahre an der Hochschule. Anfang der 1990er Jahre war er Parlamentsreporter der Tifliser Tageszeitung Resonansi, er schrieb auch für Boulevardblätter.
Seine Hauptwerke sind die Erzählungen bzw. (Kurz-)Romane Die Reise nach Karabach (1992), Hunde der Paliaschwili Straße (1995), Verschwunden auf der Madatow Insel (1998), Patience im August (2001), Hexen der Weihnachtsnacht (2002), Alter Flüchtlingsladen (2003) und Santa Esperanza (2004). In Georgien führten sie stets die Bestsellerlisten an. Allein 2003 wurden seine Bücher 15.000 Mal verkauft.
Die Hunde der Paliaschwili Straße wurden als Theaterstück adaptiert und 1999 im Sandro-Achmeteli-Theater in Tiflis uraufgeführt. Es spiegelt das georgische Leben in den Nachwendejahre 1992 und 1993.
Bis 2012 wurde Mortschiladse insgesamt fünf Mal der Literaturpreis Saba verliehen; bis 2018 erschienen von ihm zwanzig Romane und drei Sammlungen mit Kurzgeschichten.
Mortschiladse ist verheiratet und hat Kinder.

## Werke (Auswahl)
- Mogzauroba Qarabghshi 1992
  - dt. Reise nach Karabach. Roman. Aus dem Georgischen von Iunona Guruli. Weidle Verlag, Bonn 2018, ISBN 978-3-938803-87-5
- Gadap'rena madat'ovze da ukan (dt. Flug über die Madatow Insel und zurück). T'bilisi, Sulakauri, 1998, ISBN 99928-52-09-7
- P'aliasvilis k'uc'is ja·glebi (dt. Hunde der Paliaschwili Straße). T'bilisi, Sulakauri, 2000, ISBN 99928-52-50-X
- Gak'rebi Madat'ovze (dt. Verschwunden auf der Madatow Insel). T'bilisi, Sulakauri, 2001, ISBN 99928-5257-7
- Agvistos pasiansi: sant'lis suk'ze sakit'xavi bulvaruli romani (dt. Patience im August). T'bilisi, Sulakauri, 2001, ISBN 99928-5256-9
- Mamluk̕i 2009
  - dt. Der Filmvorführer. Roman. Aus dem Georgischen von Iunona Guruli. Weidle Verlag, Bonn 2018, ISBN 978-3-938803-89-9
  - dt. Obolé. Roman. Aus dem Georgischen von Natia Mikeladse-Bachsoliani. Mitteldeutscher Verlag, Halle (Saale), ISBN 978-3-96311-039-9
  - dt. Santa Esperanza. Roman. Aus dem Georgischen von Natia Mikeladse-Bachsoliani. Mitteldeutscher Verlag, Halle (Saale), ISBN 978-3-95462-983-1.